# Gabriela Spanic
Gabriela Helena Španić Utrera (Ortiz, Guárico; 10 de diciembre de 1973), conocida como Gabriela Spanic, es una actriz y exreina de belleza venezolana.

## Primeros años
Tiene una hermana gemela llamada Daniela, una más joven llamada Patricia y un hermano llamado Antonio. La familia de los Španić es una familia croato-española. Su padre emigró junto con sus abuelos de Yugoslavia (actual Croacia) a Venezuela en 1947.
Gabriela tomó clases de psicología, pero un año después se retiró de la universidad para dedicarse a la actuación. Tomó clases en el centro de investigación del "Teatro Luz Columba" y diversos cursos en el "Centro Profesional de Comunicación", y en el "Free Workshop for the actors". Ha incursionado en el modelaje y asistido al Herman's anitic.

## Vida privada
En 1997, se casó con el actor Miguel de León, boda que fue transmitida en el show de televisión de Venevisión, Súper Sábado Sensacional. Matrimonio que terminó en divorcio siete años después explicando que fue una ruptura amistosa debido al término de los sentimientos románticos por parte de ambos.
En julio de 2008, dio a luz a su hijo en Miami, Estados Unidos.
En 2010, estuvo envuelta en un escándalo luego de que acusara a su asistente, la argentina Marcia Celeste Fernández Babio, de intentar envenenarla presuntamente con hidrosulfuro de amonio.
A principios de 2019, interpuso una demanda contra el periodista mexicano Gustavo Adolfo Infante por presunto daño moral, solicitud que perdió.
En 2022, su excuñado Ademar Nahum, la demandó por daño moral tras haberlo acusado de mandar a golpear a su hermana.

## Carrera
En 1992 participó en Miss Venezuela, representando a su estado natal, Guárico. Esta participación le sirvió como plataforma para iniciar su carrera como actriz, con apariciones en telenovelas venezolanas como Morena Clara.
En 1994, consigue su primer protagónico en la telenovela Como tú ninguna, que obtuvo éxito en sus once meses de emisión y una de las más dramáticas del país.
En 1997 interpreta a Amaranta en Todo por tu amor, siendo este su último trabajo realizado en Venezuela.
En 1998 llegó a México invitada por el escritor Carlos Romero y el productor mexicano Salvador Mejía para protagonizar La usurpadora, siendo su segundo protagónico a lado de Fernando Colunga producción que la lanzó a la fama internacional. El portal Infobae la describió como una de las «villanas más queridas» de las telenovelas mexicanas.
En 1999 protagonizo la telenovela Por tu amor, de Televisa siendo su tercer protagónico a lado de Saúl Lizaso producida por Angelli Nesma Medina.
En 2001 protagonizó La intrusa. Siendo su cuarto protagónico a lado de Arturo Peniche. 
Luego de varios años en Televisa, en 2002 firmó contrato con Telemundo donde protagonizó tres telenovelas, La venganza siendo su quinto protagónico (2002-2003), Prisionera siendo su sexto protagónico (2004) y Tierra de pasiones (2006) siendo su séptimo protagónico. 
A finales de 2004 realiza una participación especial en  Numai Iubirea, por invitación de la emisora rumana  Acasa TV, cuando hacia giras de su disco por el país.
En 2010 participó en Soy tu dueña, papel importante antagónico donde hizo de villana. En 2011, trabaja para TV Azteca donde protagonizó Emperatriz siendo su octavo protagónico en 2011 y La otra cara del alma. Siendo su noveno protagónico. 
En 2013, debutó como conductora en el Programa Te quiero México ...Te quiero limpio, siendo presentado los sábados por la señal de TV Azteca.
En 2014, realizó una participación especial en la telenovela Siempre tuya Acapulco donde interpretó a Fernanda Montenegro "La fiscal de hierro".
En 2015, debuta en la pista de danza  con el programa Baila si Puedes,  el cual abandonó en la 3.ª presentación justificando que hubo sabotaje y favoritismo, resultando en su dimisión de Tv Azteca.
Entre 2016 y 2018 protagonizó y debutó en la obra de teatro 'Un Picasso' al lado del actor mexicano Ignacio López Tarso.
Entre 2018 y 2019 fue parte del elenco de la obra de teatro Divinas.
En el año 2020 debuta en Hungría como participante del show de baile Dancing with the Stars, producido por la cadena húngara TV2, convirtiéndose en la primera figura latina en formar parte del programa.
El 28 de julio de 2021 se confirmó que sería una de las huéspedes de La casa de los famosos de Telemundo.
En ese mismo año, regresó a Televisa para participar en la telenovela Si nos dejan, donde interpreta a Fedora Montelongo.
Ese mismo año también participó en el programa de televisión de Televisa, Esta historia me suena.
En 2022 protagonizó la telenovela de Televisa Corazón guerrero.

## Trayectoria

### Filmografía
| Año       | Título                            | Personaje                                                                   |
| --------- | --------------------------------- | --------------------------------------------------------------------------- |
| 1989      | La fuerza de los humildes         |                                                                             |
| 1990      | Adorable Mónica                   | Ruth                                                                        |
| 1991      | Mundo de fieras                   | Luisa                                                                       |
| 1992      | La loba herida                    | Meche                                                                       |
| 1992      | Divina obsesión                   | Aurora                                                                      |
| 1993      | Rosangélica                       | Karla                                                                       |
| 1994      | Morena Clara                      | Linda Prado                                                                 |
| 1994      | María Celeste                     | Celina Hidalgo                                                              |
| 1994-1995 | Como tú ninguna                   | Gilda Barreto / Raquel Sandoval                                             |
| 1996      | Quirpa de tres mujeres            | Emiliana Echeverría Salazar                                                 |
| 1997      | Todo por tu amor                  | Amaranta Rey                                                                |
| 1998      | La usurpadora                     | Paulina Martínez / Paola Bracho                                             |
| 1999      | Por tu amor                       | Aurora de Montalvo / María del Cielo "Cielo" Montalvo                       |
| 2001      | La intrusa                        | Virginia Martínez Roldán / Vanessa Martínez Roldán                          |
| 2002-2003 | La venganza                       | Valentina Díaz / Helena Fontana                                             |
| 2004      | Numai Iubirea                     | Participación especial                                                      |
| 2004      | Prisionera                        | Guadalupe Santos                                                            |
| 2005-2007 | Decisiones                        | (Ep.A la tercera va la vencida - Daniela) - (Ep. amor verdadero - Mariela). |
| 2006      | Tierra de pasiones                | Valeria San Román                                                           |
| 2010      | Soy tu dueña                      | Ivana Dorantes                                                              |
| 2011      | Emperatriz                        | Emperatriz Jurado / Emperatriz del Real Jurado                              |
| 2012-2013 | La otra cara del alma             | Alma Hernández                                                              |
| 2014      | Siempre tuya Acapulco             | Fernanda Montenegro "La fiscal de hierro"                                   |
| 2018      | Heredadas                         | Episódio: Alma Vida y Corazón - Alma                                        |
| 2021      | Si nos dejan                      | Fedora Montelongo                                                           |
| 2021      | Esta historia me suena            | Rosario (Ep. Te aprovechas de mí)                                           |
| 2022      | Corazón guerrero                  | Elisa Corzo vda. de Sánchez                                                 |
| 2022      | Amor de Navidad: La mejor Navidad | Gloria                                                                      |
| 2023      | Amores que engañan                | Elisa (Ep: Talento robado)                                                  |
| 2024      | Vivir de amor                     | Mónica Rivero Cuéllar                                                       |
| 2024      | Primate                           | Tati                                                                        |

### Películas
| Año  | Título                                  | Personaje |
| ---- | --------------------------------------- | --------- |
| 2022 | Amor de Navidad: La mejor Navidad       | Gloria    |
| 2023 | La usurpadora: The musical              |           |
| 2024 | Amor en navidad: una navidad complicada | Leticia   |
| 2024 | Amor en navidad: el sabor de la navidad | Erica     |

### Programas
| Año           | Programa                                  | Rol                     |
| ------------- | ----------------------------------------- | ----------------------- |
| 1992          | Miss Venezuela                            | Candidata               |
| 1997          | Bienvenidos                               | Esterbina               |
| 2001          | La hora Pico                              |                         |
| 2011          | Confesiones de novela                     | Invitada                |
| 2012          | Soy tu doble                              | Juez                    |
| 2013          | Te quiero México… Te quiero limpio (2013) | Conductora              |
| 2015          | Baila Si Puedes                           | Participante            |
| 2019          | Más Noche                                 | Gabriela Spanic Villana |
| 2020          | Dancing With the Stars                    | Participante            |
| 2021          | Dancing With the Stars                    | Participante            |
| 2021          | La casa de los famosos                    | Participante            |
| 2022-presente | Secretos de villanas                      | Ella misma              |
| 2023          | Divinísimas                               | Invitada                |
| 2023          | Top Chef VIP                              | Participante            |
| 2023          | ¿Qué dicen los famosos?                   | Invitada                |

### Teatro
- Un picasso (2016-2018)[51]
- Divinas (2018-2019)[52]
- ¡Ay Por favor! La usurpadora - Una Comedia de Telenovela (2020- act.)[53]

### Discografía
- Gabriela total  (2005)
- En carne viva  (2014)

### Libros
- Mi vida entre líneas (2005)
- Mi vida entre recetas (2016)[54]
- Vestigios de Liberdad (2021)
- Reflexiones de Gabriela Spanic (2021)
- Enigmas de Gabriela Spanic (2021)

## Premios y nominaciones

### Premios TVyNovelas
| Año  | Categoría                | Telenovela    | Resultado |
| ---- | ------------------------ | ------------- | --------- |
| 1999 | Mejor actriz protagónica | La usurpadora | Nominada  |

### Otros
- Actriz joven del Año Premio Casa del Artista 1995.
- Actriz joven del Año Premio Antoni's de Oro 1995.
- Premio Gaviota de Oro Actriz Joven del Año 1995.
- Premio Magaly Dorta a Mejor Actriz del Año 1997.
- Premio Chaima de Oro a la mejor Actriz Revelación del Año y Chica Chaima Bolívar 1997.
- Premio Magaly Dorta a Mejor Actriz del Año 1997.
- En 2002 recibe su estrella en el Paseo de las Luminarias de México.
- Premio de la Industria de la Televisión Española a la mejor actriz del año 2003 Miami, USA.
- Premio Las Palmas de Oro 2005 México.
- Premios TVNOVELAS Colombia en mención por su trabajo a LA MEJOR ACTRIZ INTERNACIONAL.
- Premio Víctor Victoria en Eslovenia.
- Premios FAMA, fue elegida como la Estrella Latina en Estados Unidos 2006.
- Premio de Estrella Latina del Año, Festival de Cine de Beverly Hills de 2009.
- La cadena TV de Estados Unidos, UNIVISION, llamó Gabriela a participar en los "Premios Lo Nuestro" 2009. Ella recibió el premio en la categoría "La actriz mejor vestida".
- Gabriela Spanic recibe en el 2009 el premio que se da a "Los 30 grandes de la Televisión Mexicana".
- 2011: La revista People en Español lo nombró como una de "Los 50 más bellos".[55]
- Premio a la Mujer 2011[56]
- Califa de oro 2011[57]